# Tomáš Bruško
Tomáš Bruško (ur. 7 lipca 1983 w miejscowości Myjava w Czechosłowacji) – słowacki piłkarz występujący na pozycji pomocnika; zawodnik MFK Dubnica.

## Kariera piłkarska

### Kariera klubowa
Karierę piłkarską rozpoczynał w klubie Kerametal Dubnica. 18-latek w grudniu 2001 roku podpisał 5-letni kontrakt z Dynamem Kijów. Jednak nie potrafił zagrać w podstawowym składzie w barwach Dynama i był wypożyczony najpierw do Worskły Połtawa, a potem do Slovanu Bratysława i Union Berlin. Latem 2005 powrócił do klubu MFK Dubnica, w którym zaczynał karierę. W latach 2008–2010 bronił barw klubu Dukla Bańska Bystrzyca. W 2010 powrócił do MFK Dubnica. W latach 2011–2014 grał w Spartaku Myjava.

### Kariera reprezentacyjna
Bruško występował w reprezentacji Słowacji U-19 i zdobył brązowy medal na Mistrzostwach Europy U-19 w 2002.